# Автомотрисы советских и российских железных дорог

Список автомотрис и электромотрис, эксплуатировавшихся на железных дорогах СССР (с учётом Советской России) и (или) России, либо выпускавшихся советскими/российскими заводами на экспорт. Автомотрисами и электромотрисами как правило именуются одиночные самоходные вагоны, однако в России так именуют также некоторые короткие дизель-поезда либо электропоезда из двух или трёх вагонов, один из которых является моторным.

## Дизельные автомотрисы

### Пассажирские автомотрисы
| Серия       | Серия         | Иллюстрация | Число мест | Тип передачи      | Годы выпуска     | Завод                                            | Кол-во         | Краткое описание |
| ----------- | ------------- | ----------- | ---------- | ----------------- | ---------------- | ------------------------------------------------ | -------------- | --- |
| 611М        | 611М          |             | 20         | Гидравлическая    | 2013             | ПЕСА-Быдгощ (Польша)                             | 2              | Одновагонная скоростная автомотриса. Является модификацией автомотрисы 610М. . |
| АМ1         | АМ1           |             | 37         | Механическая      | 1962 − 1972      | Демиховский машиностроительный завод             | 298 (не менее) | Предназначена для перевозки пассажиров на железных дорогах колеи 750 мм. Может эксплуатироваться как самостоятельная единица и в составе до трех прицепных пассажирских вагонов ПВ40. |
| АМ140ПК     | АМ140ПК       |             | 18         | Электрическая     | 2019             | Свердловский путевой ремонтно-механический завод | 1              | Предназначена для инспекционных поездок по комиссии и контролю пути и путевого хозяйства. Оснащена кухней, санузлом, комнатами отдыха и системой климат-контроля. Экипажная часть автомотрисы унифицирована с АМ140. |
| АП-1        | АП-1          |             | 142        |                   | 1936             | Калужский машиностроительный завод               |                | Автомотриса состоит из двух вагонов: моторного и прицепного. Её планировалось использовать на неэлектрифицированных пригородных участках. Но после того, как поезд был передан в депо Железнодорожная, его использовали в хозяйственных целях. |
| АР1         | АР1           |             | 90         | Гидромеханическая | с 1969           | Рижский вагоностроительный завод                 | 2              | |
| АЧО         | АЧО           |             | 64         | Электрическая     | 1977             | Škoda (Чехословакия)                             | 3              | Одновагонная автомотриса, созданная как пассажирская, однако в большинстве случаев использовалась для служебных поездок (с переоборудованием салона). Может эксплуатироваться по СМЕ, а также со стандартным пассажирским вагоном |
| АЧ2         | АЧ2           |             | 161        | Гидравлическая    | 1984 − июнь 1990 | Вагонка-Студенка (Чехословакия)                  |                | До начала 2020-х годов использовались как пассажирские (часто с прицепными вагонами АПЧ2), за исключением отдельных экземпляров, переоборудованных под служебные поездки. В дальнейшем в одновагонном варианте используются как персональные разъездные вагоны для руководящего состава: начальников дорог, их заместителей и начальников отделений железных дорог России, а также на Южно-Кавказской железной дороге |
| ЗИЛ-158ВРА1 | ЗИЛ-158ВРА1   |             | 64/120     | Механическая      | 1962             | З-д «Красный путь», Москва                       | 1              | 2-вагонная автомотриса с использованием кузовов и силовой передачи автобуса ЗИЛ-158В. Что именно означает обозначение РА1: серия РА и серийный № 1 или серия РА1 — неясно. Число мест указано для двух вагонов, через дробь — общее расчётное число мест. |
| РА1         | 730           |             | 62         | Гидравлическая    | 1997             | Метровагонмаш                                    | 1              | Первая и единственная машина РА1 модели 730. Имеет центральный выход на высокие платформы с подножками для низких платформ и кабины, схожие с кабинами метропоездов 81-720 «Яуза» |
| РА1         | 730.15        |             |            | Гидравлическая    |                  | Метровагонмаш                                    | 7              | Вариант РА1 модели 730 для метрополитена. Отличается отсутствием подножек для низких платформ, изменениями в конструкции боковых окон, использованием автосцепок Шарфенберга. |
| РА1         | 731           |             | 78         | Гидравлическая    |                  | Метровагонмаш                                    |                | Серийный вариант РА1. Имеет 2 тамбура с выходами на низкие платформы и обновлённую форму кабины машиниста. |
| РА1         | 731.15        |             |            | Гидравлическая    |                  | Метровагонмаш                                    |                | Максимально унифицирован с моделью 731. Основное отличие — применение двигателя модели 6Д6Н предприятия «Барнаултрансмаш», а также гидравлической передачи разработки самого ОАО «Метровагонмаш». Построен в единственном экземпляре. |
| РА1         | 731.25 (РА-В) |             | 142        | Гидравлическая    |                  | Метровагонмаш                                    |                | Модель изготавливалась для экспорта в Венгрию под колею 1435 мм. Двухсекционная схема: секции соединены герметичным переходом, позволяющим объединить пространство. Максимальная вместимость 350 человек. Система множественных единиц позволяет вести составы из трёх РА-В. |
| РА1         | 731.35 (РА-Ч) |             |            | Гидравлическая    |                  | Метровагонмаш                                    |                | Модель предназначалась для экспорта в Чехию под колею 1435 мм. Внешне и конструктивно почти не отличается от модели РА-В. Конструкционная скорость повышена до 120 км/ч. Также имеются отличия в конструкции буферов, расположении буферных фонарей, оборудовании салона и т. д. |
| РА2         | 750.05        |             |            | Гидравлическая    | 2005             | Метровагонмаш                                    |                | Первый образец РА2 вообще был построен в составности из трёх вагонов: двух головных моторных и одного промежуточного моторного (ГМ+ПМ+ГМ). После проведения испытаний на ЭК ВНИИЖТ с промежуточного вагона был снят двигатель; в такой составности (ГМ+ПБ+ГМ) машина поступила в эксплуатацию. Далее промежуточные вагоны РА2 выпускались только безмоторными.                                                        |
| РА2         | 731.55        |             |            | Гидравлическая    | 2005             | Метровагонмаш                                    |                | Одновагонная модификация РА2 с отечественным дизельным двигателем М721-01 (6ЧН18/20) производства ОАО «Звезда». В серию не пошёл и остался в единственном экземпляре. |
| РА2         | 750.05-30     |             |            | Гидравлическая    | 2006             | Метровагонмаш                                    |                | Модификация РА2 750.05 для служебного использования (в основном, высокопоставленными лицами ОАО «РЖД»). |
| РА2         | 750.05-20     |             |            | Гидравлическая    | 2006             | Метровагонмаш                                    |                | Модернизированный вариант модели 750.05. |
| РА26        | РА26          |             | 26         |                   | 2018             | Калужский машиностроительный завод               | 1              | Рельсовый автобус для Кубинской железной дороги. |

### Служебные автомотрисы
| Серия       | Иллюстрация | Число мест                                                    | Тип передачи      | Годы выпуска     | Завод                                            | Кол-во    | Краткое описание |
| ----------- | ----------- | ------------------------------------------------------------- | ----------------- | ---------------- | ------------------------------------------------ | --------- | --- |
| 611М        |             |                                                               | Электрическая     | 2013             | ПЕСА-Быдгощ (Польша)                             | 2         | Одновагонная автомотриса. Является модификацией автомотрисы 610М. |
| АВАМ МОТ758 |             | 24 мягких + 28 жестких                                        | Механическая      | 1939             | Малакса (Румыния)                                | 1         | Пассажирская четырехосная дизельная автомотриса. Поступила на советские ж.д. во время Великой Отечественной войны. Использовалась руководством Октябрьской железной дороги до 1989 г. Была приписана к депо Ленинград-Варшавский. В настоящее время — экспонат ЦМЖТ РФ. |
| АГМс-П      |             |                                                               |                   |                  | Пермский мотовозоремонтный завод «Ремпутьмаш»    |           | |
| АМ-3        |             |                                                               |                   |                  | Камбарский машиностроительный завод              |           | [ 5 ] |
| АМ3С        |             | 40                                                            | Гидромеханическая |                  | Камбарский машиностроительный завод              |           | Автомотриса служебная модернизированная, изготовлена на базе автомотрисы АМД-3. Оборудована пассажирским салоном, двумя кабинами управления, двумя транспортными тележеками (ведущей и ведомой), системами дистанционного управления и контроля, вентиляции и отопления, двумя автосцепками. |
| АМ140       |             |                                                               | Электрическая     |                  | Ремпутьмаш                                       |           | Предназначена для перевозки бригад путевых рабочих к местам проведения работ. Может заменить автомотрисы АДМ, АС01, АСГ-30П и мотовоз МПТ6. |
| АМ140ПК     |             | 18                                                            | Электрическая     | 2019             | Свердловский путевой ремонтно-механический завод | 1         | Предназначена для инспекционных поездок по комиссии и контролю пути и путевого хозяйства. Оснащена кухней, санузлом, комнатами отдыха и системой климат-контроля. Экипажная часть автомотрисы унифицирована с АМ140 |
| АС01        |             | 48                                                            | Электрическая     | с 2013           | Ремпутьмаш                                       | 83        | Предназначена для доставки укрупненных ремонтных бригад и обеспечения технологии участкового ремонта пути, а также проведения инспекционных поездок. |
| АС1         |             | 24                                                            | Механическая      | 1948 − 1955      | Калужский машиностроительный завод               | 174       | Двухосная служебная автомотриса. Прототип автомотрисы АС1А. |
| АС1А        |             | 24                                                            | Механическая      | 1964 − 1980      | Великолукский локомотиворемонтный завод          | 2143      | Двухосная служебная автомотриса, строившаяся в СССР с 1964 по 1980 на Великолукском локомотивовагоноремонтном заводе. Является дальнейшим развитием автомотрисы АС1. |
| АС1А.2      |             |                                                               | Механическая      |                  | Пермский мотовозоремонтный завод                 |           | Модернизация АС1А. |
| АС1М        |             |                                                               | Механическая      |                  | Пермский мотовозоремонтный завод                 |           | Модернизация АС1А. |
| АС2         |             |                                                               |                   |                  | Людиновский тепловозостроительный завод          |           | [ 8 ] |
| АС4         |             | 28                                                            | Гидравлическая    |                  | Людиновский тепловозостроительный завод          | прибл. 54 | Двухосная одновагонная автомотриса. |
| АС4МУ       |             | 50                                                            | Гидравлическая    |                  | Людиновский тепловозостроительный завод          | прибл. 22 | Четырёхосный вариант автомотрисы АС4. Также от базовой версии отличается планировкой салона. |
| АС-5Ш       |             |                                                               |                   |                  |                                                  |           | [ 11 ] [ 12 ] |
| АС-10Т      |             | 8 (в салоне для пассажиров) + 8−10 (в салоне для переговоров) |                   |                  | ОАО «Муромтепловоз»                              |           | Разъездной вагон руководящего состава. |
| АСЭ-1       |             |                                                               |                   |                  | Ремпутьмаш                                       |           | Предназначена для оперативной перевозки рабочих, административно-технического персонала на железных дорогах. |
| АЧО         |             | 64                                                            | Электрическая     | 1977             | Škoda (Чехословакия)                             | 3         | Одновагонная автомотриса, созданная как пассажирская, однако в большинстве случаев использовалась для служебных поездок (с переоборудованием салона). Может эксплуатироваться по СМЕ, а также со стандартным пассажирским вагоном |
| АЧ2         |             | 161                                                           | Гидравлическая    | 1984 − июнь 1990 | Вагонка-Студенка (Чехословакия)                  |           | До начала 2020-х годов использовались как пассажирские (часто с прицепными вагонами АПЧ2), за исключением отдельных экземпляров, переоборудованных под служебные поездки. В дальнейшем в одновагонном варианте используются как персональные разъездные вагоны для руководящего состава: начальников дорог, их заместителей и начальников отделений железных дорог России, а также на Южно-Кавказской железной дороге                                                              |
| «Север»     |             |                                                               | Электрическая     | с 2009           | АО «Фирма Твема»                                 | 14        | Многофункциональная автомотриса. Разработано пять основных вариантов исполнения: - диагностический комплекс; - инспекционная автомотриса; - грузопассажирская автомотриса; - геологическая автомотриса; - комплекс вторичной диагностики и производства неотложных работ. Для работы экипажа предусмотрены аппаратный салон и мастерские, комфортабельные купе для отдыха, кухня-столовая и душевая с необходимой мебелью и бытовым оборудованием.                                 |
| «Пионер»    |             |                                                               | Электрическая     | с 2014           | АО «Фирма Твема»                                 | 2         | Двухвагонная автомотриса, состоит из двух головных вагонов — моторного служебно-технического, имеющего помещение-склад для хранения путевого инструмента с навесным оборудованием и электрическими кранами для его погрузки и выгрузки, и прицепного пассажирского с салоном и кухней. Предназначена для перевозки бригад путейцев численностью до 50 человек и технологического оборудования и инструментов до места проведения работ на объектах железнодорожной инфраструктуры. |
| СА          |             |                                                               |                   |                  |                                                  |           | [ 18 ] |

### Автомотрисы специального назначения
| Серия        | Иллюстрация | Число мест | Тип передачи      | Годы выпуска | Завод                                            | Кол-во | Краткое описание |
| ------------ | ----------- | ---------- | ----------------- | ------------ | ------------------------------------------------ | ------ | --- |
| АГМс-Д       |             |            |                   | с 2002       | Пермский мотовозоремонтный завод «Ремпутьмаш»    |        | Автомотриса дефектоскопная |
| АГС-1        |             | 14         |                   |              | ОАО «Муромтепловоз»                              |        | Автомотриса грузопассажирская предназначена для доставки укрупненной бригады монтеров пути к местам проведения работ, выполнения погрузо-разгрузочных работ, механизации работ по текущему содержанию пути, уборке засорителей и снега с железнодорожного полотна, а также для перевозки в комплексе с грузовым прицепом УП-4 элементов верхнего строения пути и сыпучих материалов.                                                                           |
| АДЭ-1        |             | 5−6        | Электрическая     |              | Калужский завод путевых машин и гидроприводов    |        | Автомотриса дефектоскопная электрическая. Предназначена для контроля рельсов типов Р50, Р65, Р75, уложенных в железнодорожный путь, методами ультразвуковой и магнитной дефектоскопии. Может эксплуатироваться в любых погодных условиях и в любое время суток при температуре окружающего воздуха от −40 до +40°С. Оборудована системой безопасности КЛУБ-УП, имеет, кроме служебных, помещения для длительного пребывания и отдыха обслуживающего персонала. |
| АМД1         |             |            |                   | 1995−1997    | Камбарский машиностроительный завод              | 17     | Автомотриса дефектоскопная |
| АМД-3 (АМД3) |             |            | Гидравлическая    |              | Камбарский машиностроительный завод              |        | Дизельная дефектоскопная автомотриса — самоходный механизированный реверсивный комплекс для сплошного скоростного контроля рельсов типа Р50, Р65, Р75, уложенных в путь, с использованием ультразвукового и магнитного методов. Выполнена на базе автомотрисы АМ-3. Двигатель дизель ЯМЗ-238M, мощность 240 л. с., Конструкционная скорость 100 км/ч. |
| АМД-3М       |             |            |                   |              |                                                  |        | Двухкабинная автомотриса совмещенного типа (служебно-дефектоскопная) повышенной комфортности. Оборудован рабочий салон, одно или два купе для отдыха, мастерская, кухня, душевая, санузел. В рабочем салоне расположен аппаратно-программный дефектоскопный комплекс, а искательная, следящая и намагничивающая системы — на дефектоскопной тележке. |
| АС-5Д        |             |            |                   |              | Людиновский тепловозостроительный завод          |        | Дефектоскопная автомотриса совмещённого типа повышенной комфортности. |
| АСД1         |             | 10         | Электрическая     | 1999         | Пермский мотовозоремонтный завод                 | 1      | Двухкабинная автомотриса совмещенного типа (служебно-дефектоскопная) повышенной комфортности. Оборудован рабочий салон, одно или два купе для отдыха, мастерская, кухня, душевая, санузел. В рабочем салоне расположен аппаратно-программный дефектоскопный комплекс, а искательная, следящая и намагничивающая системы — на дефектоскопной тележке. |
| АСД1М        |             | 10         | Электрическая     | 1999         | Пермский мотовозоремонтный завод                 | 3      | Модификация АСД1 с обновлённым компьютерным оборудованием. |
| АСД1Ш        |             | 10         | Электрическая     | 1999         | Пермский мотовозоремонтный завод                 | 2      | Модификация АСД1 с изменённой комплектацией. |
| АСГ-30       |             | 2+6/4      | Гидромеханическая | с 2004       | Свердловский путевой ремонтно-механический завод | >40    | Автомотриса служебно-грузовая для службы связи. Число мест: 2 − в кабине + в служебном модуле: 6 − сидячие / 4 − лежачих. |
| АСГ-30П      |             | 2+20       | Гидромеханическая | с 2004       | Свердловский путевой ремонтно-механический завод |        | Автомотриса служебно-грузовая для службы пути. Число мест: 2 − в кабине + 20 сидячих в служебном модуле. |
| МТКП         |             |            |                   |              | Калужский завод путевых машин и гидроприводов    |        | Дефектоскопно-путеизмерительная автомотриса. Выпускается в 2-х модификациях: с длиной базы 8,4 м (короткая) и 12 м (удлинённая). Удлинённая модификация отличается наличием купе для отдыха экипажа и более комфортабельными условиями работы. |
| РСМ1         |             |            |                   |              | Людиновский тепловозостроительный завод          |        | Создана на базе автомотрисы АС-2 Людиновского тепловозостроительного завода.Автомотриса-рельсосмазыватель предназначена для смазывания (лубрикации) боковой поверхности рельсов и гребней колёсных пар. Смазка уменьшает шум и износ при движении поезда в кривых. |
| СВКП         |             |            |                   |              | Ремпутьмаш                                       |        | Самоходный вагон контроля пути предназначен для контроля рельсов типа Р50, Р65, Р75,уложенных в железнодорожный путь, методами ультразвуковой и магнитной дефектоскопии. |
| 81-730.05    |             |            |                   | 2008         | Метровагонмаш                                    | 2      | Грузопассажирская дизельная автомотриса для метрополитена. Состоит из крытой части, включающей пассажирский салон с автоматическими дверями и двумя кабинами управления, оснащёнными торцевыми дверями, и открытой части в виде платформы для перевозки грузов, оборудованной краном-манипулятором для погрузки и разгрузки. Обе автомотрисы поступили для эксплуатации на линию Д-6.                                                                          |

### Автомотрисы монтажно-восстановительные
| Серия         | Иллюстрация | Число мест | Тип передачи      | Годы выпуска     | Завод                                                   | Кол-во            | Примечания |
| ------------- | ----------- | ---------- | ----------------- | ---------------- | ------------------------------------------------------- | ----------------- | --- |
| АГВ           |             |            |                   |                  |                                                         |                   | [ 35 ] |
| АГВМ          |             |            |                   |                  |                                                         |                   | [ 35 ] |
| АГД-1А        |             | 7          | Механическая      | с 1992           | ОАО «Муромтепловоз»                                     | 545 (на 2007 год) | Автомотриса Грузовая Дизельная — предназначенная для механизации работ по строительству, реконструкции, ремонту и обслуживанию железнодорожного пути при помощи комплекта навесных рабочих органов. |
| АГД-1М        |             | 7          | Электрическая     | 1993 (1995)—2006 | Свердловский путевой ремонтно-механический завод        | ≥44               | Автомотриса Грузовая Дизельная Модернизированная — отличавшаяся от АГД-1А наличием электропривода. Выпускалась в двух модификациях — для путевого хозяйство и служб сигнализации и связи, отличающейся в свою очередь более мощным дизель-генератором 148 кВт (против 110 кВт для служб пути) и гидроманипулятором с грузовым моментом 8 тм (для служб пути 7 тм), а также наличием буровой установки для мини-скважин под установку светофоров. |
| АДМ-1         |             |            |                   | 1980 − ?         | Тихорецкий машиностроительный завод им. В.В. Воровского |                   | [ 44 ] |
| АДМ-1С        |             | 11         | Гидравлическая    |                  | Тихорецкий машиностроительный завод им. В.В. Воровского |                   | |
| АДМ-1см       |             | 6          | Гидравлическая    |                  | Тихорецкий машиностроительный завод им. В.В. Воровского |                   | [ 45 ] |
| АДМ-1,3см     |             | 6          | Гидравлическая    |                  | Тихорецкий машиностроительный завод им. В.В. Воровского |                   | [ 45 ] |
| АДМ-1,5Э      |             | 6          | Гидравлическая    |                  | Тихорецкий машиностроительный завод им. В.В. Воровского |                   | [ 45 ] |
| АДМ-1,5ЭЛ     |             | 6          | Гидравлическая    |                  | Тихорецкий машиностроительный завод им. В.В. Воровского |                   | [ 45 ] |
| 1АДМ-1,3      |             | 9          | Гидравлическая    |                  | Тихорецкий машиностроительный завод им. В.В. Воровского |                   | |
| 1АДМ-1,5      |             | 11         | Гидравлическая    |                  | Тихорецкий машиностроительный завод им. В.В. Воровского |                   | [ 45 ] |
| 1АДМ-1,5Б     |             | 11         | Гидравлическая    |                  | Тихорецкий машиностроительный завод им. В.В. Воровского |                   | |
| АДМс          |             | 11         | Гидравлическая    |                  | Тихорецкий машиностроительный завод им. В.В. Воровского |                   | |
| АДМск         |             |            |                   |                  |                                                         |                   | [ 44 ] |
| АДМскм        |             | 9          | Гидравлическая    |                  | Тихорецкий машиностроительный завод им. В.В. Воровского |                   | [ 44 ] |
| АДМскм исп. 2 |             | 9          | Гидравлическая    |                  | Тихорецкий машиностроительный завод им. В.В. Воровского |                   | |
| АКС-01        |             |            |                   |                  | Ремпутьмаш                                              |                   | Предназначена для технического обслуживания и ремонта контактных сетей и воздушных линий на электрифицированных железных дорогах. |
| АМ3М          |             |            | Гидромеханическая |                  | Камбарский машиностроительный завод                     |                   | Автомотриса монтажная, предназначена для: - монтажных, восстановительных и ремонтных работ по обслуживанию контактной сети на электрифицированных железных дорогах под напряжением 3000 В; - погрузочно-разгрузочных работ; - питания электроэнергией широкого спектра потребителей в полевых условиях; - доставки рабочих бригад; - транспортирования грузовых платформ. |
| АРВ-1         |             | 12         |                   |                  | ОАО «Муромтепловоз»                                     |                   | Автомотриса ремонтно-восстановительная. Предназначена для ускоренной доставки ремонтного персонала к месту проведения работ, улучшения условий труда и повышения уровня механизации труда при техническом обслуживании устройства электроснабжения электрифицированных участков железных дорог с напряжением постоянного тока 3,3 кВ или переменного тока 27,5 кВ (со снятием напряжения в контактной сети). Оборудована неизолированной подъёмно-поворотной рабочей площадкой с площадью пола 7,5 м², токоприёмником с заземляющим устройством, натяжной лебёдкой для вытяжки контактного провода, смотровым фонарём для осмотра контактной сети, осветительными устройствами для работы в тёмное время суток. |

## Электромотрисы
| Серия                           | Иллюстрация | Число мест | Напряжение и род тока                   | Годы выпуска | Завод                                                     | Кол-во | Краткое описание |
| ------------------------------- | ----------- | ---------- | --------------------------------------- | ------------ | --------------------------------------------------------- | ------ | --- |
| 1Н (ВС-1Н)                      |             |            | ~переменный, 25 кВ                      | 2004 − 2008  | Локомотивное эксплуатационное депо ТЧЭ-9 Вихоревка        | 4      | До 2010 года — ВС-1Н, Восточно-Сибирская, начальника дороги. На базе вагонов электропоездов ЭР9П и ЭД9Т. Первая электромотриса не имеет порядкового номера (условно считается номером 1), номера присваивались начиная со второй электромотрисы. Электромотриса ВС-1Н-004, в отличие от остальных электромотрис серии, состоит из двух вагонов и имеет дизель-генераторную установку, фактически являясь дизель-электропоездом. |
| АЧС2                            |             |            | =постоянный, 3 кВ                       |              | Запорожский электровозоремонтный завод                    | 3      | Переделка электровоза ЧС2. Известно о трех переделках ЧС2 № 540, 549, 552 в АЧС2-540, АЧС2-549, АЧС2-552, соответственно. После переделки в мотрису внешний облик − от ЧС7, внутри два салона со столами и креслами, разделенных небольшим машинным отделением, две большие кабины машиниста, в одном салоне − кухонное помещение, во втором − туалет. АЧС2-549 поступила в ТЧ-1 Москва-Курская, предназначена для служебных поездок руководства Московско-Курского отделения Московской ЖД АЧС2-552 приписана к ТЧ-6 Москва-Сортировочная Московской ЖД.                    |
| АЯ4Д                            |             | 20         | =постоянный, 3 кВ                       | с 2010(?)    | Ярославский электровозоремонтный завод имени Б. П. Бещева | 4      | Электромотриса на базе электропоезда ЭД4М, предназначена для контроля над объектами инфраструктуры и обеспечения транспортной безопасности на скоростной железнодорожной магистрали Москва—Санкт-Петербург. Имеет дизель-генераторную установку для возможности автономной работы, фактически являясь дизель-электромотрисой. |
| ДЭР                             |             |            | =постоянный, 3 кВ                       |              |                                                           | 3      | Электромотрисы для служебного пользования Октябрьской железной дороги, выполнены путём переделки моторных вагонов электропоездов ЭР2Т и ЭР9П с установкой мотор-генераторов и мотор-компрессоров, кабин машиниста. Количество секций: ДЭР-001 (1 секция), ДЭР-002 (3 секции), ДЭР-003 (2 секции) |
| МВ                              |             |            | =постоянный, 3 кВ                       |              | ТЧ-33 Новокузнецк                                         | 2      | Переделка ЭР2 |
| ПЭМ-4                           |             |            | =постоянный, 3 кВ                       |              |                                                           |        | Электромотриса, переделанная из электровоза ЧС3 |
| РП                              |             |            | ~переменный, 25 кВ                      | 2007—2009    |                                                           | 11     | Служебные электромотрисы, переделанные из круглокабинных ЭР9П. Большинство автомотрис двухвагонные композиции (Мг+Пг), переделаны из моторного и прицепного промежуточного вагонов путём обрезания салона и установки кабин от головных вагонов и оснащения моторного вагона вторым токоприёмником. Электромотрисы с номерами 008 и 009 — трёхвагонные композиции (Пг+Мп+Пг), сформированы из двух головных и одного моторного вагона, дооснащённого вторым токоприёмником. Эксплуатируются на Красноярской железной дороге как пассажирские, служебные и продовольственные. |
| СВ                              |             |            | ~переменный, 25 кВ; постоянный, 3 кВ    | 2001—2015    | ТЧ-34 Алтайская ТЧ-33 Новокузнецк ТЧМ-8 Красноярск        | 15     | Серия электромотрис различных модификаций, построенных на базе вагонов ЭР9П, ЭР2, ЭР9М, ЭД9М, ЭД9МК и ЭД2Т с конца 90-х до 2010 года. Всего построено 15 единиц десяти модификаций.[1] Используются на Западно-Сибирской и Красноярской железных дорогах. |
| СМВ                             |             |            | =постоянный, 3 кВ                       | 2003         | Московский локомотиворемонтный завод                      | 1      | Построена из моторного вагона ЭР2-206202 с применением кабин ЭД2Т. Эксплуатировалась в депо ТЧ-10 Москва-2, затем в ТЧ-11 Москва-3 и ТЧ-1 Москва-Пассажирская Курская. Порезана в металлолом в 2012. |
| переделка моторных вагонов Ср 3 |             |            | =постоянный, 3 кВ                       |              |                                                           |        | Инспекционные электромотрисы. Эксплуатировались на ряде железных дорог (также, до сих пор эксплуатируются на железных дорогах Грузии). |
| ЭВП                             |             |            | ~переменный, 25 кВ                      | 1985         | Горьковская железная дорога                               | 1      | Продовольственная электромотриса, переделанная из моторного вагона ЭР9-1006. Имела специфическую прямоугольную форму кабины машиниста. Носила именное название «Колос». В дальнейшем работала в качестве рабочего поезда в ПМС-40 станции Ильино. |
| ЭДС1Р (ЭмДС1Р)                  |             | 62         | ~переменный, 25 кВ                      | 2013, 2014   | Демиховский машиностроительный завод                      | 2      | Электропоезд в составе 2-х вагонов: № 1 прицепной головной (Пг), № 2 моторный головной (Мг). Оборудование вагона Мг — симбиоз из Пг и Мп. В вагоне Пг организованы места для сидения, кухня, в вагоне Мг — стеллажи, кран-балка, верстаки. Использован КЭО электропоезда ЭД9М |
| ЭМ2П                            |             |            | =/~постоянный, 3 кВ / переменный, 25 кВ | 2008         | Западно-Сибирская железная дорога                         | 2      | Инспекционная двухсистемная мотриса. |
| ЭР9ПМ                           |             |            | ~переменный, 25 кВ                      |              | Дальневосточная железная дорога                           | 1      | Переделана из моторного вагона ЭР9-348. |